# Englishman River Falls Provincial Park
Englishman River Falls Provincial Park är en park i Kanada.   Den ligger i provinsen British Columbia, i den sydvästra delen av landet, 3 600 km väster om huvudstaden Ottawa. Englishman River Falls Provincial Park ligger 178 meter över havet. Arean är 97 kvadratkilometer.
Terrängen runt Englishman River Falls Provincial Park är varierad. Närmaste större samhälle är Parksville, 8,4 km norr om Englishman River Falls Provincial Park.
I omgivningarna runt Englishman River Falls Provincial Park växer i huvudsak barrskog. Runt Englishman River Falls Provincial Park är det glesbefolkat, med 13 invånare per kvadratkilometer.